# Theophilus Grabener

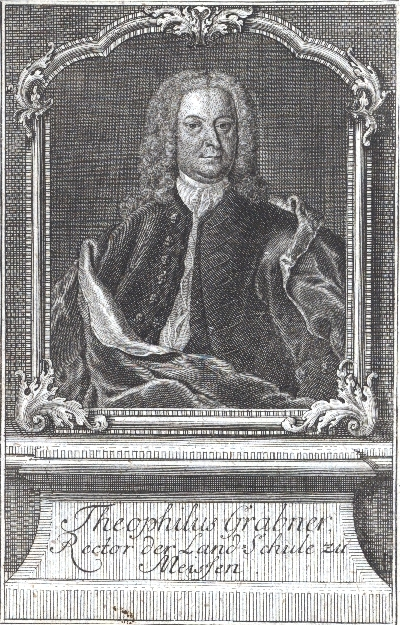
Theophilus Grabener

Theophilus Grabener, auch: Gottlieb Grabner, (* 3. November 1685 in Zschoppach; † 15. April 1750 in Meißen) war ein deutscher Pädagoge.

## Leben
Theophilus Grabener wurde 1685 als Sohn des Pfarrers von Zschoppach bei Leisnig, Johann Wolf Grabner, geboren. Dieser hatte eine Tochter des Scheibenberger Pfarrers Christian Lehmann geheiratet und übernahm dessen Amt 1689. Theophilus wurde früh mit den historischen Forschungen seines Großvaters vertraut gemacht und besuchte die Schule in Scheibenberg, bevor er an die Fürstenschule in Schulpforta wechselte. Am 19. September 1704 bezog er die Universität Wittenberg, wo er sich in den Artes liberales bildete. Er besuchte unter anderem die Vorlesungen über Poetik bei Johann Wilhelm Berger, die Vorlesungen über Ethik bei Christian Röhrensee und Heinrich Ludwig Wernher, die Vorlesungen zur Geschichte bei Heinrich Leonhard Schurtzfleisch, die Vorlesungen der griechischen Sprache bei Georg Wilhelm Kirchmaier, die Vorlesungen in Logik bei Georg Friedrich Schröer, die Vorlesungen in Mathematik bei Heinrich Klausing und Michael Strauch, die Vorlesungen in Physik bei Johann Baptist Röschel und die Vorlesungen in Rhetorik bei Konrad Samuel Schurzfleisch. 
Bei Johann Christoph Wichmannshausen absolvierte er die philosophischen Vorlesungen und erwarb unter dessen Führung mit der Dissertation de planctu Hadadrimmon am 30. April 1708 den akademischen Grad eines Magisters der Philosophie. Gern hätte sich Grabener dem akademischen Leben gewidmet und verweilte zu diesem Zweck noch eine Weile in Wittenberg, wo er sich als Privatdozent betätigte. Da die Aussichten auf eine solche Stelle jedoch nicht gut waren, ging er 1711 als dritter Lehrer an das Gymnasium in Freiberg. Von seinem dortigen Wirken ist wenig überliefert. Es wird davon ausgegangen, dass er völlig von seiner Arbeit beansprucht war. Er bezeichnete sich selbst als "an den Marterkarn der Schularbeit gespannt".
1717 ging er in derselben Funktion an die kurfürstliche Landesschule Sankt Afra in Meißen. Dort übernahm er 1722 die Verwaltung der Bibliothek und avancierte 1732 zum Rektor der bedeutenden sächsischen Bildungsanstalt. Grabener gehört zu den bedeutendsten Rektoren der kurfürstlichen Landesschule. Während seiner Zeit als Rektor hat die Schule Persönlichkeiten wie Christoph Sar und Gotthold Ephraim Lessing hervorgebracht. Als Autor widmete er sich vor allem biographischen Themen. Sein Sohn Christian Gottfried Grabener erlangte als Autor und Pädagoge ebenfalls Bedeutung.

## Werkauswahl
1. Diss. (Praes. J. C.: Wichmannshausen) de planctu Hadadrimmon ad Zach. XII, 11. Wittenberg 1709.
2. Diss. I et II de sacris Judaeorum peregriuo in honis ritu factis. Wittenberg 1710
3. Diss. de excommunicntione per infomnia. Wittenberg 1710
4. Vita Christi. Ebrenfr. Lehmanni. Chemnitz 1712
5. Vita Dav. Theod. Lehmanni. Chemnitz 1715
6. D. Christian Lehmann’s, weyland Past. prim, und Superint. in Freyberg, Göttliche Führungen, deren er vom Anfang feines Lebens, bis zu feinem im hohen Alter erfolgten Ende, gar sonderlich genossen, und theils von ihm selbsten sind aufgezeichnet, theils sonsten bey vertrautem Umgange mit demselben, angemerket worden, zusammen getragen usw. Dresden 1725
7. Commcntatio de iis Lutherani coetus doctoribus, qui e scholarum Rectoribus antistites sacrorum extiterunt. 1725
8. Adam Böhmer’s, Diaconi zu Freyberg, Leben. Dresden 1726
9. Die gute Hand Gottes über Hrn. M. Paul Christian Hilscher'n, der heil. Schrift Baccalaureum und Pastorem zu Alt - Dresden, seel., im Leben, Leiden und Sterben. Dresden 1732
10. Christoph Weissenborn’s Einleitung zur Lateinischen und Teutschen Rede- und Dichtkunst; vermehrt und verbessert herausgegeben. Dresden 1731, 1742
11. Jo. Barclaji Icon animorum; cum animadversionibus Buchneri, Junkeri et editoris. Dresden 1733
12. Diss. de symbolo Israelitarum trans Jordanem incolentium, ad Jos. 22, 22-29. Meißen 1737
13. Diss de furto Lacedaemoniorum furto non furto. Meißen 1756
14. Diss.de falsis artis physiognomicae principiis. Meißen 1740
15. Diss. sistens vindicias Weissenbürgensis coenobii. Meißen 1741
16. Diss. de Theophilo, Episcopo Antiocheno. Meißen 1744
17. Diss. I - V, sist. animadversa ad Cebetis tabula in. Meißen 1744–1748
18. Epist- gratul. Antonii Comitis Schaftesburi argutae cogitationes de laude. Meißen 1749
19. Mehrere Schuldisputationen und Programme, deren Noltiz man nicht erlangen kann; z. B. de Anschariis duobus; de origine praenominis Wolf; de theologia Dagoberti; de Mediolano, Imp. Rom. Camera; Animadversa ad Wachteri Glossarium Germanicum.